# Situla Benvenuti
La cosiddetta situla Benvenuti è una situla di bronzo, simbolo dell'arte metallurgica della civiltà atestina fiorita a Este (Padova) nel VII secolo a.C., e conservata nel locale Museo nazionale atestino.

## Ritrovamento
La situla venne ritrovata nel XIX secolo durante la campagna di scavi di una necropoli situata in via Santo Stefano ad Este, nei giardini di Villa Benvenuti. L'oggetto faceva parte degli ornamenti della tomba di una bambina (tomba Benvenuti n° 126).
La situla rappresenta un'importante testimonianza dei contatti dei popoli della pianura padano-veneta con le più avanzate civiltà del Mediterraneo orientale dell'epoca protostorica, tramite un sistema di complesse mediazioni che passavano dagli Etruschi e dalle colonie greche dell'Adriatico e della penisola balcanica.

## Descrizione
Si tratta di una situla, o contenitore a secchiello, alta 31,5 cm e con diametro massimo di 25,4 cm. Il coperchio è ancora esistente, mentre la parte inferiore della situla è perduta. Il vaso è realizzato in bronzo con la tecnica a sbalzo.
Il recipiente è decorato nella parte principale da tre fasce con motivi a sbalzo, intervallate da file di borchiette e punzonature. Nei tre registri si trova un repertorio decorativo vario, composto da animali, reali o fantastici, che rivelano influssi orientali.
- la prima fascia, più bassa, è decorata con scene rituali:  è raffigurata una sfilata di guerrieri, probabilmente di ritorno da una grande vittoria in quanto sono presenti anche dei prigionieri in maniera evidente;
- la seconda fascia, centrale, presenta scene forse a carattere mitologico, con animali reali o immaginari;
- la terza fascia, più alta, narra la vita quotidiana di vari personaggi, tra cui alcuni commercianti e due pugili in lotta, la vita rurale e la guerra, che forniscono preziosissime indicazioni sui costumi di questa popolazione[4].